# Nueva Concepción (El Salvador)
Nueva Concepción è un comune del dipartimento di Chalatenango, in El Salvador.